# Sarkofag (ekologia)
Sarkofagi (sarcophaga) – owady (lub inne zwierzęta) odżywiające się martwymi, lecz jeszcze nierozkładającymi się zwierzętami i roślinami.